# Tổng tuyển cử Campuchia 1993
Cuộc tổng tuyển cử được tổ chức tại Campuchia trong khoảng thời gian từ 23 đến 28 tháng 5 năm 1993. Kết quả là một quốc hội treo với Đảng FUNCINPEC là đảng lớn nhất chiếm 58 ghế. Tỷ lệ cử tri đi bầu là 89.56%. Cuộc bầu cử được thực hiện bởi Cơ quan chuyển tiếp Liên Hợp Quốc tại Campuchia (UNTAC), nơi cũng duy trì các quân đội gìn giữ hòa bình ở Campuchia trong suốt cuộc bầu cử và giai đoạn sau đó.
Đây được coi là cuộc bầu cử cuối cùng được một đảng khác giành chiến thắng ngoài Đảng Nhân dân Campuchia, bắt đầu thống trị chính trường Campuchia từ năm 1998.

## Bối cảnh
Nhà nước Campuchia (SOC) và ba phe vũ trang của quân kháng chiến Campuchia bao gồm FUNCINPEC, Khmer Đỏ và Mặt trận Giải phóng Dân tộc Nhân dân Khmer (KPNLF) đã ký kết Hiệp định Hòa bình Paris vào tháng 10 năm 1991. Hiệp định quy định thành lập UNTAC, chính quyền lâm thời do Liên Hợp Quốc lãnh đạo sẽ giám sát việc giải giáp quân đội từ SOC và ba phe kia, đồng thời tiến hành cuộc bầu cử dân chủ năm 1993. UNTAC được thành lập vào cuối tháng 2 năm 1992 và Akashi Yasushi được bổ nhiệm làm người đứng đầu UNTAC.
Vào tháng 8 năm 1992, chính quyền UNTAC đã ban hành luật bầu cử, và tiến hành đăng ký tạm thời các đảng chính trị. Các chính đảng đã đăng ký đều được phép mở văn phòng đảng vào tháng sau. Năm sau vào tháng 1 năm 1993, việc đăng ký bầu cử đã được thực hiện và chứng minh thư UNTAC được cấp cho các đảng. UNTAC đã tiến hành một chiến dịch giáo dục công dân vào tháng 2 năm 1993, và hai tháng sau, UNTAC cho phép các đảng chính trị tổ chức các cuộc họp và vận động công khai để tranh cử.

## Những thách thức trước bầu cử

### Giải giáp quân đội
Khi lực lượng gìn giữ hòa bình Liên Hợp Quốc được cử đến để bắt đầu giải giáp vào tháng 6 năm 1992, Khmer Đỏ đã thiết lập các chướng ngại vật trên đường ở các vùng lãnh thổ dưới sự kiểm soát của họ để ngăn chặn lực lượng gìn giữ hòa bình xâm nhập. Khi các sự cố được báo cáo cho Tổng Thư ký Liên Hợp Quốc lúc đó là Boutros Boutros-Ghali, ông đã gửi đơn kháng cáo đến Khieu Samphan để cho lực lượng gìn giữ hòa bình tiến hành giải giáp. Giới lãnh đạo Khmer Đỏ đã đáp trả bằng cách yêu cầu chính quyền hàng ngày nên được trao lại một cơ quan hành chính do Norodom Sihanouk đứng đầu, đồng thời cáo buộc rằng sự hiện diện liên tục của quân đội Việt Nam tại Campuchia đã không đảm bảo cho việc giải giáp. Khi Khmer Đỏ khăng khăng không tham gia giải giáp, Sihanouk liền kêu gọi UNTAC cô lập Khmer Đỏ tham gia vào bất kỳ sáng kiến hòa bình nào trong tương lai.
Lực lượng vũ trang Nhân dân Campuchia (CPAF), Armee Nationale Sihanoukiste (ANS, còn được gọi một cách không chính thức là quân đội FUNCINPEC) và Mặt trận Giải phóng Dân tộc Nhân dân Khmer tham gia vào cuộc diễn tập tổng động viên, mặc dù các tân binh trẻ và chưa từng huấn luyện được gửi đến tham gia trong khi vũ khí không phục vụ giao nộp cho lực lượng gìn giữ hòa bình. Khi Khmer Đỏ tiếp tục chống lại các nỗ lực giải giáp quân đội, UNTAC đã quyết định đình chỉ toàn bộ cuộc diễn tập tổng động viên vào tháng 9 năm 1992, trong đó khoảng 50.000 binh sĩ từ CPAF, ANS và KPNLF đã giải giới.

### Những vụ tấn công bạo lực
Khmer Đỏ bắt đầu thực hiện một loạt các vụ tấn công vào thường dân Việt Nam từ tháng 4 năm 1992, mà họ biện minh bằng cách tuyên bố rằng có những người lính Việt Nam cải trang thành thường dân. Vào tháng 3 năm 1993, Khmer Đỏ đã thực hiện một cuộc tấn công lớn nhất vào thường dân Việt Nam tại làng nổi Chong Kneas ở Xiêm Riệp cướp đi sinh mạng của 124 người Việt. Khmer Đỏ đã đưa ra lời cảnh báo ngầm trước cuộc tấn công, nhưng cả quân đội SOC đều không phải là lực lượng gìn giữ hòa bình do UNTAC triển khai. Khi cuộc tấn công được công bố trên báo chí, nó đã kích động khoảng 20.000 người Việt bỏ trốn sang Việt Nam vào tháng sau trong tháng 4 năm 1993.
CPAF cũng thực hiện các cuộc tấn công bí mật vào các văn phòng đảng thuộc FUNCINPEC và BLDP bắt đầu vào tháng 11 năm 1992. Các cuộc tấn công được thực hiện vào ban đêm và các binh sĩ sẽ bắn lựu đạn hoặc tên lửa. Số lượng vụ tấn công đã giảm vào tháng 1 năm 1993, nhưng đã xảy ra một lần nữa vào tháng 3 năm 1993 cho đến trước cuộc bầu cử vào tháng 5 năm 1993. Các vụ tấn công này đã khiến khoảng 200 người hoạt động chính trị thiệt mạng hoặc bị thương vào tháng 5 năm 1993.

## Kết quả
Quá trình bỏ phiếu được thực hiện trong khoảng thời gian từ 23 đến 28 tháng 5 năm 1993. Hầu hết các trạm bỏ phiếu đều được đặt trong những ngôi trường và chùa chiền Phật giáo để giảm chi phí. Cuộc bầu cử có khoảng 50.000 người Campuchia và 900 tình nguyện viên quốc tế cũng như 1.400 sĩ quan Liên Hợp Quốc làm nhân viên quan sát khu vực bỏ phiếu. Việc kiểm phiếu bắt đầu vào ngày 29 tháng 5 và kéo dài đến ngày 10 tháng 6. Kết quả được Akashi tuyên bố, và năm ngày sau, Hội đồng Bảo an Liên Hợp Quốc đã tán thành kết quả bầu cử với Nghị quyết 840 của Hội đồng Bảo an.
|                                    |           |       |        |  |  |  |  |  |
| Đảng phái                          | Phiếu bầu | %     | Số ghế |  |  |  |  |  |
| FUNCINPEC                          | 1,824,188 | 45.5  | 58     |  |  |  |  |  |
| Đảng Nhân dân Campuchia            | 1,533,471 | 38.2  | 51     |  |  |  |  |  |
| Đảng Dân chủ Tự do Phật giáo       | 152,764   | 3.8   | 10     |  |  |  |  |  |
| Đảng Dân chủ Tự do                 | 62,698    | 1.6   | 0      |  |  |  |  |  |
| MOULINAKA                          | 55,107    | 1.4   | 1      |  |  |  |  |  |
| Đảng Trung lập Khmer               | 48,113    | 1.2   | 0      |  |  |  |  |  |
| PD                                 | 41,799    | 1.0   | 0      |  |  |  |  |  |
| Đảng Dân chủ Độc lập Tự do         | 37,474    | 0.9   | 0      |  |  |  |  |  |
| Đảng Cộng hòa Tự do                | 31,348    | 0.8   | 0      |  |  |  |  |  |
| Đảng Hòa giải Tự do                | 29,738    | 0.7   | 0      |  |  |  |  |  |
| Đảng Phục hưng Cambodge            | 28,071    | 0.7   | 0      |  |  |  |  |  |
| Đảng Liên minh Cộng hòa            | 27,680    | 0.7   | 0      |  |  |  |  |  |
| Đảng Quốc hội Khmer                | 25,751    | 0.6   | 0      |  |  |  |  |  |
| Đảng Dân chủ Trung lập Campuchia   | 24,394    | 0.6   | 0      |  |  |  |  |  |
| Nông dân Khmer Dân chủ Tự do       | 20,776    | 0.5   | 0      |  |  |  |  |  |
| Đảng Cộng hòa Phát triển Tự do     | 20,425    | 0.5   | 0      |  |  |  |  |  |
| Đại hội Đoàn kết Dân tộc           | 14,569    | 0.4   | 0      |  |  |  |  |  |
| Hành động vì Dân chủ và Phát triển | 13,914    | 0.4   | 0      |  |  |  |  |  |
| Đảng Dân chủ Cộng hòa Khmer        | 11,524    | 0.3   | 0      |  |  |  |  |  |
| Đảng Dân tộc Khmer                 | 7,827     | 0.2   | 0      |  |  |  |  |  |
| Phiếu không hợp lệ/trống           | 255,561   | –     | –      |  |  |  |  |  |
| Tổng cộng                          | 4,267,192 | 100   | 120    |  |  |  |  |  |
| Cử tri đã đăng ký/tỷ lệ đi bầu     | 4,764,618 | 89.56 | –      |  |  |  |  |  |
| Nguồn: Nohlen et al.               |           |       |        |  |  |  |  |  |

## Hậu quả
Ngày 31 tháng 5 năm 1993, CPP đã nộp đơn khiếu nại với Akashi những tuyên bố về sự bất thường trong các cuộc bầu cử. Khi Akashi bác bỏ các khiếu nại của CPP, Hun Sen và Chea Sim đã đề nghị Sihanouk đảm nhận toàn bộ quyền hành pháp với tư cách là Nguyên thủ quốc gia. Sihanouk chấp nhận sáng kiến này và đưa ra tuyên bố vào ngày 3 tháng 6 rằng ông sẽ đảm nhận vị trí Nguyên thủ quốc gia Campuchia. Các bộ sẽ được phân chia giữa FUNCINPEC và CPP trên cơ sở năm mươi năm mươi. Chủ tịch FUNCINPEC Ranariddh, cũng như một số quốc gia bao gồm Mỹ, Vương quốc Anh, Úc và Trung Quốc phản đối sáng kiến này. Mỹ buộc tội rằng sáng kiến của Sihanouk sẽ vi phạm tinh thần của cuộc bầu cử cũng như các điều khoản được quy định trong Hiệp định Hòa bình Paris. Ngày hôm sau, Sihanouk từ bỏ sáng kiến nắm trọn vẹn quyền điều hành.
Một tuần sau vào ngày 10 tháng 6, Hun Sen tuyên bố rằng bảy tỉnh miền Đông, tất cả đều giáp biên giới Việt Nam đã tách khỏi Campuchia dưới sự lãnh đạo của Phó Thủ tướng khi đó là Norodom Chakrapong và Bộ trưởng Nội vụ Sin Song. Hun Sen tránh ủng hộ nỗ lực ly khai công khai, nhưng cáo buộc Liên Hợp Quốc tạo ra gian lận bầu cử hòng ngăn chặn thất bại của CPP trong cuộc bầu cử. Chakrapong và Sin Song đã tấn công các cơ quan chính trị thuộc quyền FUNCINPEC và BLDP ở các tỉnh, đồng thời ra lệnh cho các quan chức UNTAC rời khỏi các tỉnh dưới sự kiểm soát của họ. Một cuộc họp Quốc hội khẩn cấp bắt đầu vào ngày 14 tháng 6 để cho Sihanouk được tái lập làm Nguyên thủ quốc gia, với Ranariddh và Hun Sen được bổ nhiệm làm đồng thủ tướng với các quyền lực hành pháp ngang nhau. Khi Hun Sen gửi một lá thư cho Akashi để tuyên bố sự ủng hộ của ông đối với việc tiếp tục sự quản lý lâm thời của UNTAC, Chakrapong và Sin Song đã từ bỏ các mối đe dọa ly khai. Trong ba tháng tiếp theo, Sihanouk đã chủ trì một chính quyền lâm thời nhân đợt từ chức của ông vào ngày 21 tháng 9, và ông bèn tái lập danh hiệu Quốc vương Campuchia hai ngày sau đó vào ngày 23 tháng 9 năm 1993.

### Sách
- Heder, Stepher R.; Ledgerwood, Julie (1995). Propaganda, Politics and Violence in Cambodia: Democratic Transition Under United Nations Peace-Keeping. M.E. Sharpe. ISBN 0765631741.
- Nohlen, D.; Grotz, F.; Hartmann, C. (2001). Elections in Asia: A data handbook, Volume II. Oxford University Press. ISBN 0-19-924959-8.
- Widyono, Benny (2008). Dancing in Shadows: Sihanouk, the Khmer Rouge, and the United Nations in Cambodia. Rowman & Littlefield. ISBN 0742555534.

### Báo cáo
- UN Security Council Practices; Charter Research Branch (1995). "Repertoire of the Practice of the Security Council–Asia–14. The situation in Cambodia" (PDF). Modern Asian Studies. United Nations Security Council. tr. 596–612. Truy cập ngày 13 tháng 3 năm 2015.